# Víctor Sahuquillo Martínez
Víctor Manuel Sahuquillo Martínez (València, 1967) és un polític valencià.
Nascut a València (l'Horta), Sahuquillo va viure la seua infància a Xest (Foia de Bunyol) i resideix a Alfafar (l'Horta Sud) des del 2004. És militant del Partit Socialista del País Valencià (PSPV) i va cursar estudis de Dret en la Universitat de València i en la UNED encara que ha estat molt vinculat al món de la publicitat. En l'ajuntament d'Alfafar a més de realitzar les tasques de Cap de Gabinet també va assumir la responsabilitat del Departament de Comunicació.
També ha estat assessor en la Diputació de València (1987-88), del conseller d'Educació i Cultura (1989-90), de la Federació Valenciana de Municipis i Províncies (1992-1994), fou coordinador de la secretaria d'organització del PSOE dirigida per Ciprià Císcar (1994-2000) i actualment és secretari d'Acció Electoral i Formació i membre del Comité Nacional del PSPV.
Fou elegit diputat a les Corts Valencianes per la circumscripció de València a les eleccions de 2011.